# Felipe Ruvalcaba
Felipe Ruvalcaba   (Guadalajara, 16 de febrer de 1941 - Puerto Vallarta, 4 de setembre de 2019) va ser un futbolista mexicà.

## Selecció de Mèxic
Va formar part de l'equip mexicà a la Copa del Món de 1962.